# 刘谨凤
刘谨凤（1946年8月—），女，江苏人，中华人民共和国外交官，曾任中华人民共和国驻釜山总领事。

## 生平
1977年，进入中华人民共和国外交部工作，先后在驻斯里兰卡大使馆、驻印度大使馆、外交部亚洲司、常驻联合国代表团、常驻联合国日内瓦办事处和瑞士其他国际组织代表团任职。1997年，任驻印度大使馆参赞。2001年，任驻新加坡大使馆公使衔参赞。2003年6月，出任中华人民共和国驻釜山总领事。2005年5月，自驻釜山总领事离任。

## 家庭
丈夫是中国资深外交官沙祖康，两人育有一子。